# Вязма (река)
Вязма (на руски: Вязьма) е река в Смоленска област, Русия. Тя е ляв приток на Днепър. Дължината ѝ е 147 km, а площта на водосборния басейн – 1350 km2.
Вязма извира на 20 km северно от град Вязма, от 255 m надм. височина. Устието е на 69 m надморска височина. Десните притоци са Четверговка, Мутенка, Бебрая, Каменка, Сарогощ, Боровка, Бистрен, Лужня, Городенка. Левите притоци са Болдан, Улица, Мощенка, Рехта, Новоселка, Китайка, Фефаловка.
В древността река Вязма е била част от маршрут, който е свързвал горните басейни на Волга, Ока и Днепър. Град Вязма е разположен на река Вязма.

## Етимология
Според Макс Фасмер името на реката идва от „вя́зкий“, т.е. „кална река“. По-ранна теория предполага финландска етимология, от етнонима Vepsä („всички“), но Фасмер отхвърля тезата тъй като този народ никога не е живял в района на Смоленск.